# MO Гидры
MO Гидры (лат. MO Hydrae), HD 111786 — тройная звезда в созвездии Гидры на расстоянии приблизительно 203 световых лет (около 62,1 парсек) от Солнца. Видимая звёздная величина звезды — от +6,21m до +6,15m. Возраст звезды определён как около 220 млн лет.
Относится к редкому типу звёзд типа Лямбды Волопаса, классифицирована Иоганнесом Андерсеном и Биргиттой Нордстрём в 1977 году, Ричардом О. Грэем в 1988 году*.
Переменность открыта Райнером Кушнигом, Эрнстом Паунценом и Вернером В. Вайссом в 1994 году*.

## Характеристики
Первый компонент — жёлто-белая пульсирующая переменная звезда типа Дельты Щита (DSCTC) спектрального класса F0V kA1mA1, или A0III*, или A0, или A1,5Va-lB. Масса — около 1,64 солнечной, радиус — около 2,093 солнечного, светимость — около 10,26 солнечной. Эффективная температура — около 8080 K.
Второй компонент — коричневый карлик. Масса — около 23,01 юпитерианской. Удалён в среднем на 1,784 а.е..
Третий компонент (Gaia DR3 3495818747166703232) — оранжевый карлик спектрального класса K1V. Масса — около 0,85 солнечной. Удалён на 0,6 угловой секунды (11661 а.е.).